# Koviljkin grad

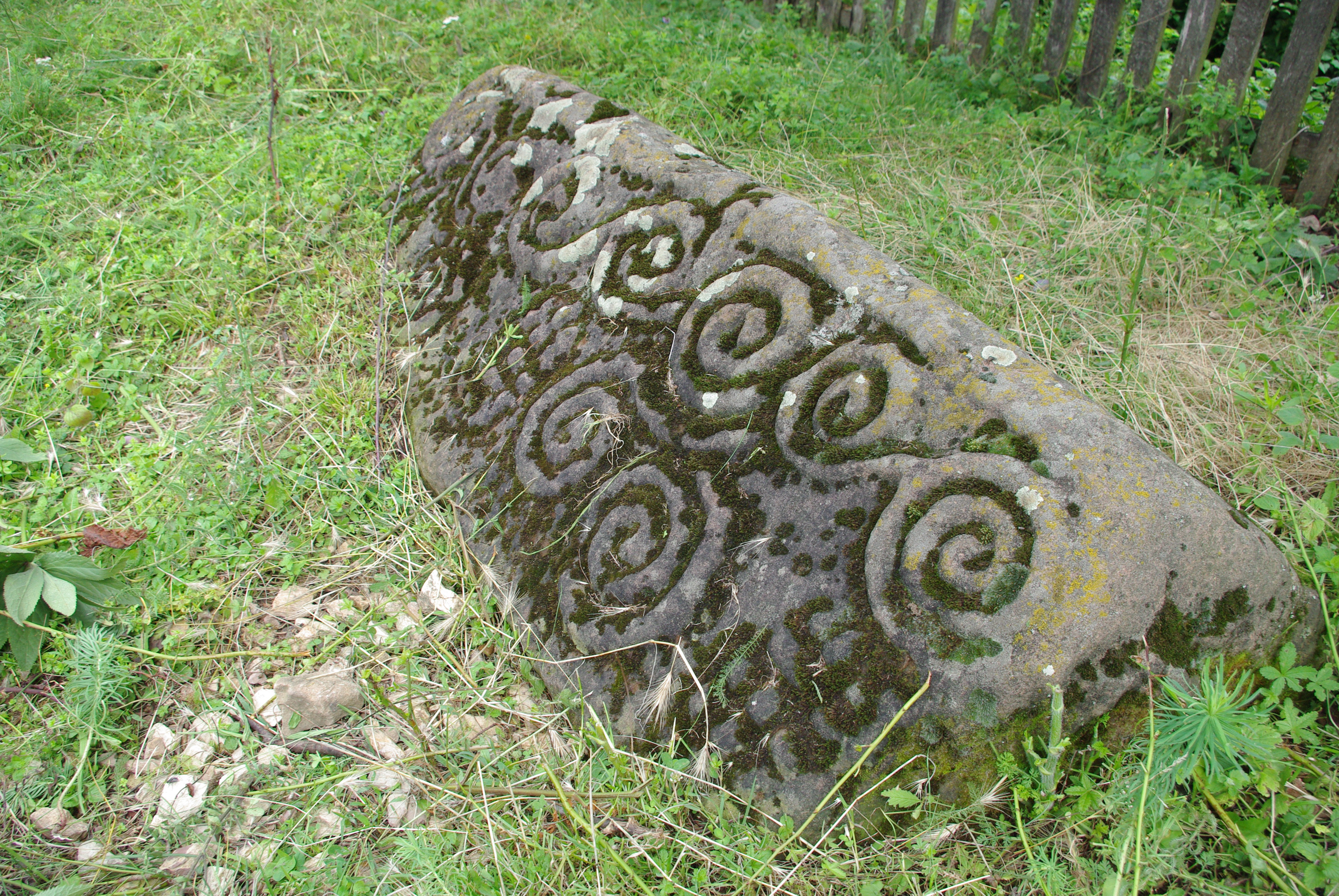
Römischer Stein in der Nähe von Banja Koviljka

Koviljkin Grad (kyrillisch Ковиљкин град) war der Name einer legendären antik-mittelalterlichen Stadt im heutigen Zentrum des Kreises Loznica, im westlichen Serbien.
Wahrscheinlich wurde die Stadt als Vicus der Römer erbaut. Sie wird heute gelegentlich mit dem antiken Ort Gensis identifiziert. Diese Siedlung lag dem Tabula Peutingeriana zufolge südlich von Sirmium an der Straße in Richtung der Drina im Nordwesten der Moesia superior. Allerdings wurde bisher ebenso oft die Vermutung geäußert, dass Gensis mit dem serbischen Ort Lešnica zu identifizieren sei.
Die Ruinen dieser Siedlung, die bisher noch nicht archäologisch untersucht wurden, befinden sich nahe der Industriestadt Banja Koviljača. Diese wurde 1533 erstmals urkundlich erwähnt und ist deshalb nicht unbedingt identisch mit der antiken Vorläuferin.